# Umiken
Umiken (schweizerdeutsch: ˈʊ.mɪ.kχə) ist ein Dorf auf dem Gebiet der Stadt Brugg im Schweizer Kanton Aargau. Der nördlich der Aare gelegene Ort war bis Ende 2009 eine eigenständige Einwohnergemeinde im Bezirk Brugg und bildete mit einer Fläche von 80 Hektaren zum Zeitpunkt der Fusion die zweitkleinste Gemeinde des Kantons (nach Kaiserstuhl).

## Geographie
Das Dorf liegt an einem steilen Südhang am Übergang zwischen Bözberg und Bruggerberg. Die Besiedlung ist zu einem grossen Teil terrassenförmig und vollständig mit Brugg und dem zu Riniken gehörenden Ortsteil Tiefgrueb zusammengewachsen. Die Aare bildet im Südosten eine natürliche Grenze. Südlich des Dorfes liegt die Nordspitze der durch den Bau des Kraftwerks entstandenen vier Kilometer langen Schacheninsel, welche die Aare in zwei Flussarme trennt.
Die Fläche des ehemaligen Gemeindegebiets betrug 80 Hektaren. Dessen höchste Stelle lag auf 434 Metern auf dem Loohölzli, einem kleinen Hügel im Westen, der tiefste Punkt auf 335 Metern am Ufer der Aare. Nachbargemeinden waren Riniken im Norden, Brugg im Osten, Villnachern im Südwesten und Unterbözberg im Nordwesten.

## Geschichte

Luftbild (1958)

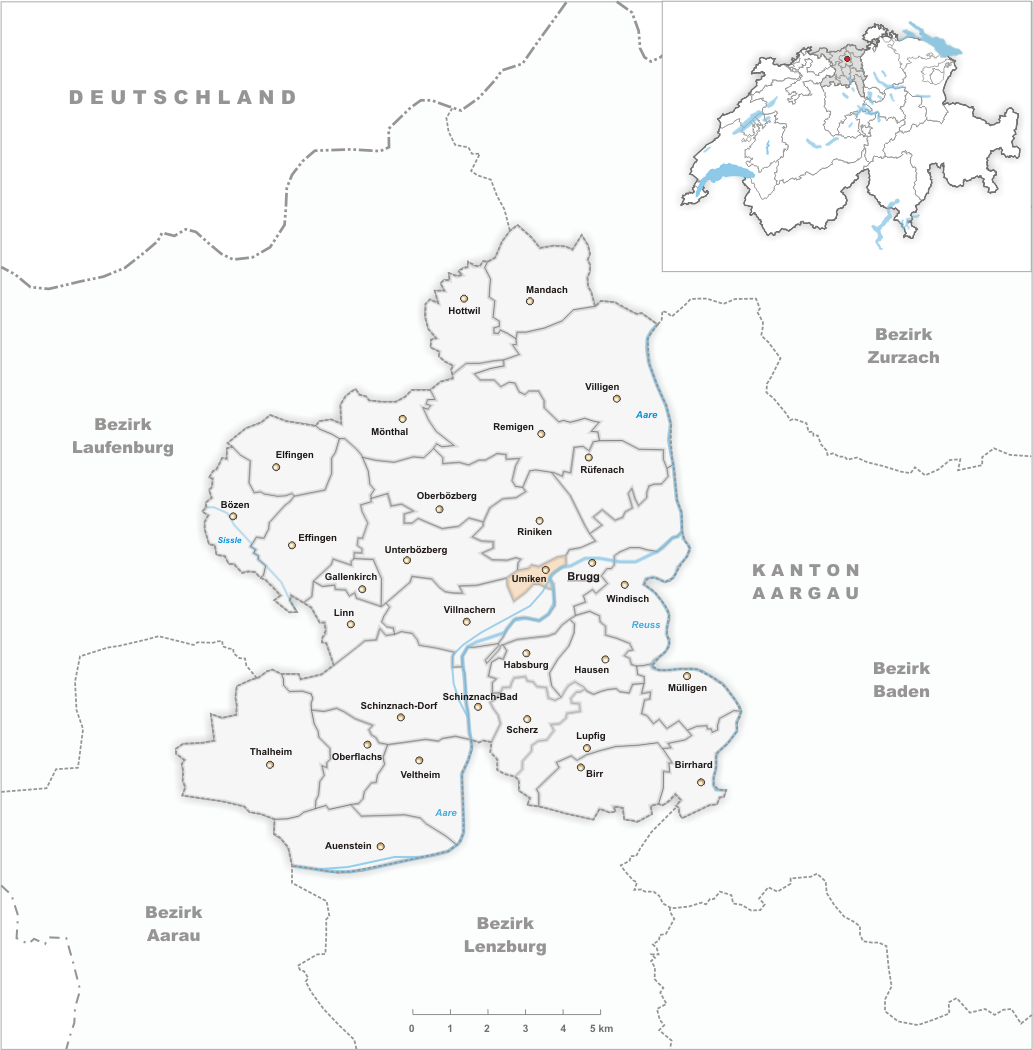
Gemeindestand vor der Fusion am 1. Januar 2010

Im späten 6. Jahrhundert gründeten alamannische Einwanderer die Siedlung Umminghofun, was auf Althochdeutsch «bei den Höfen der Sippe des Ummo» bedeutet. Die erste urkundliche Erwähnung von Juomenkon erfolgte im Jahr 1254, als die Gemeinde Leuggern einen Rebberg an der Strasse nach Brugg geschenkt erhielt; seit 1306 wird die heutige Schreibweise verwendet. Im Mittelalter übten die Habsburger die Blutgerichtsbarkeit aus, Umiken lag in der Herrschaft Schenkenberg. Die niedere Gerichtsbarkeit und das Patronatsrecht über die Kirche gehörten zuerst den Hallwylern, später den Herren von Reinach. Diese verkauften 1398 ihre Rechte an die Johanniter in Klingnau.
Bern besetzte die Herrschaft 1460 militärisch und fügte sie als neue Landvogtei den übrigen Untertanengebieten im Berner Aargau an. Umiken bildete innerhalb der Landvogtei einen eigenen Gerichtsbezirk. 1528 führten die Berner die Reformation ein. Ein Kuriosum war, dass der katholische Johanniterorden weiterhin Zinsherr blieb und sogar den reformierten Pfarrer vorschlagen konnte, der dann von Bern bestätigt werden musste. Beim Franzoseneinfall im März 1798 wurde die Helvetische Republik errichtet und 1803 aufgelöst. Seither gehört Umiken zum Kanton Aargau.

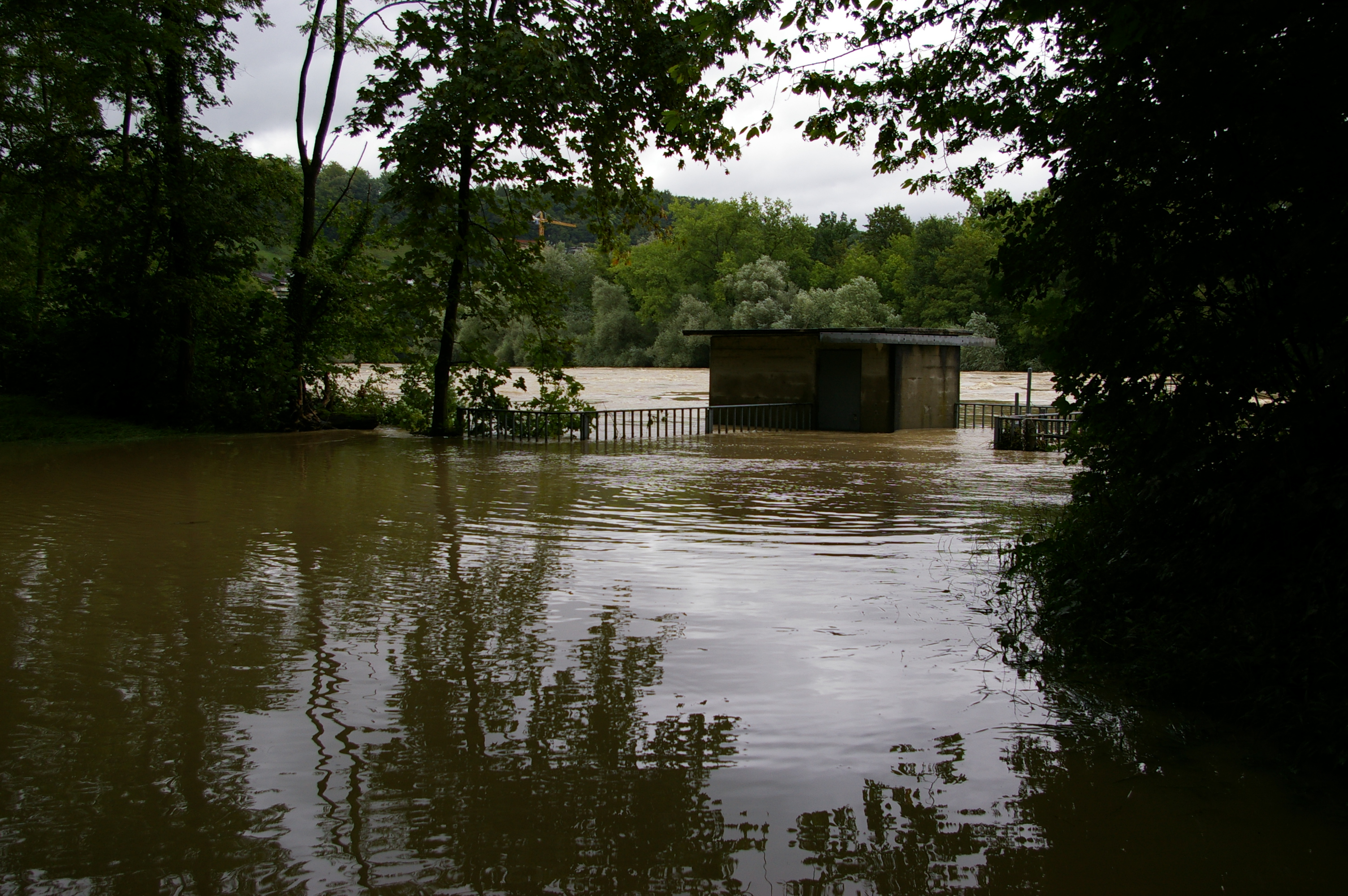
Beim Fischerspitz Hochwasser 2007

1827 trat Umiken das Gebiet um die Goppenbrunnenmühle an die Stadt Brugg ab. Bis zu Beginn des 20. Jahrhunderts war Umiken eine von der Landwirtschaft geprägte Gemeinde, wobei der Weinbau eine bedeutende Rolle spielte. Doch seither hat sich das Dorf zu einer Wohngemeinde am Rande von Brugg entwickelt und die Landwirtschaft wurde fast vollständig verdrängt. Innerhalb eines Jahrhunderts stieg die Einwohnerzahl um fast das Fünffache. Am 27. Juni 2008 stimmte die Gemeindeversammlung einem Vertrag zu, der die Fusion Umikens mit Brugg regelt. Dieser Entscheid wurde an der Abstimmung vom 28. September 2008 mit 330 zu 55 Stimmen bestätigt (Ja-Stimmen-Anteil 85,7 %). Der Zusammenschluss erfolgte am 1. Januar 2010.

## Sehenswürdigkeiten

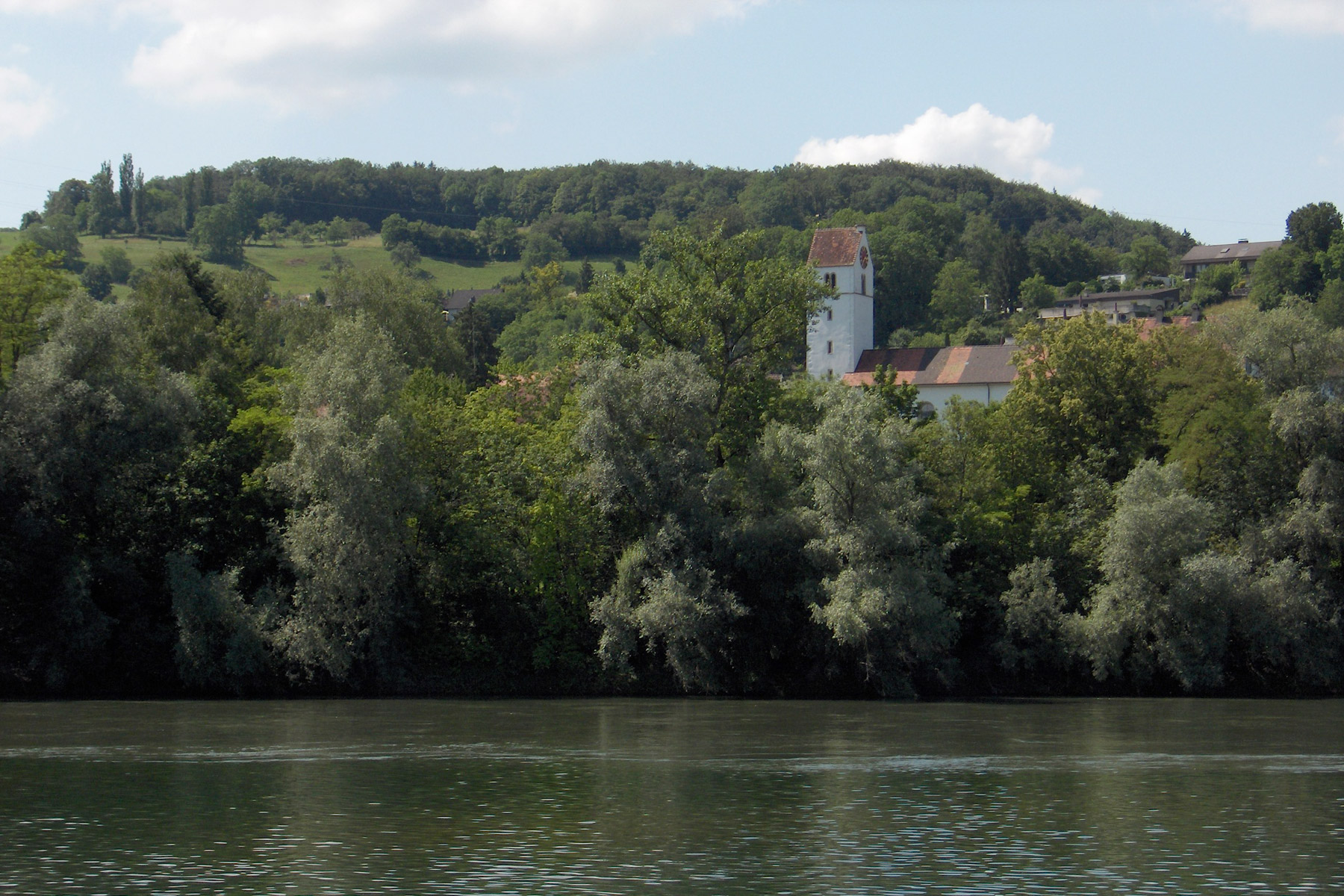
Blick auf das Dorf, vom Südufer der Aare bei Altenburg aus gesehen

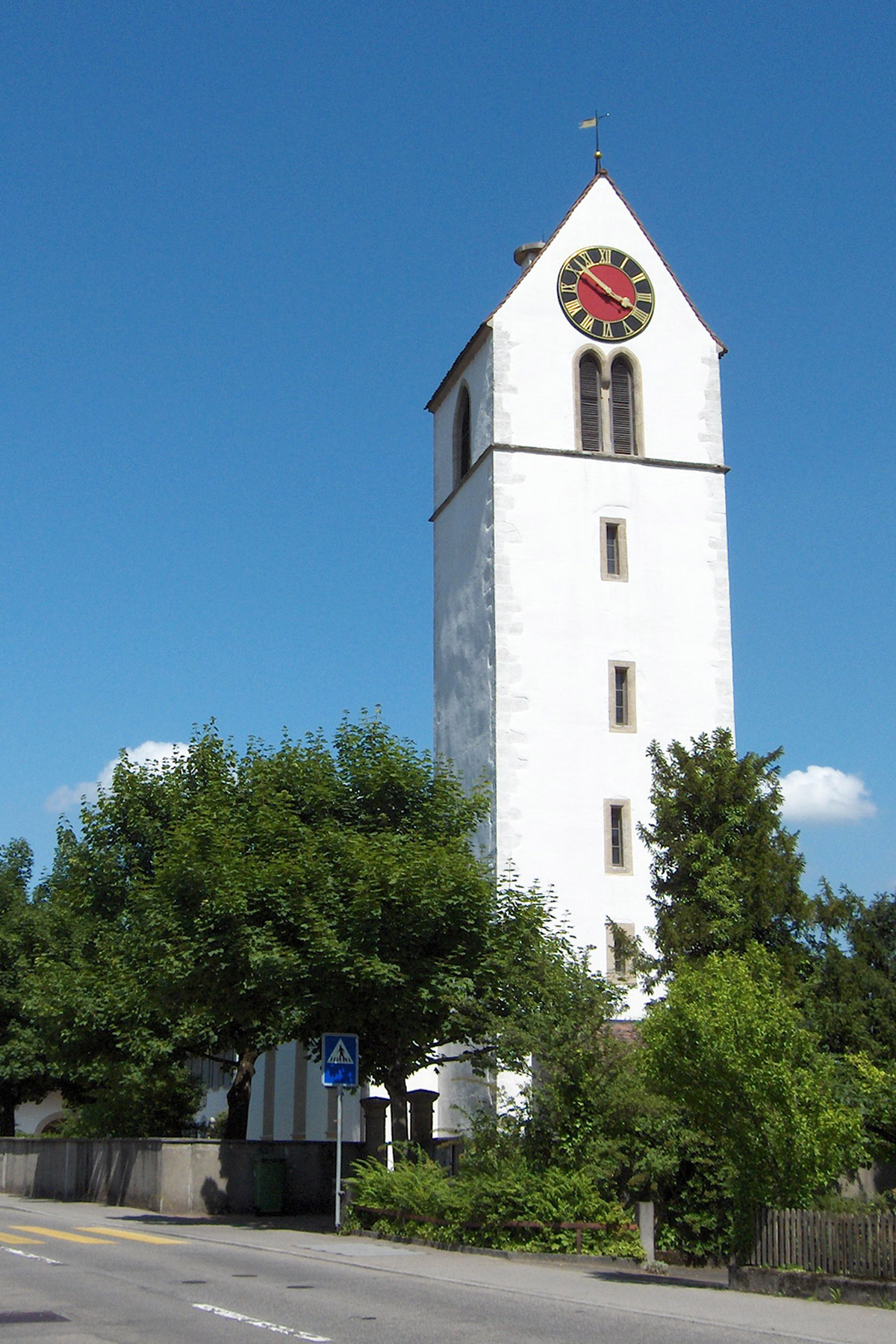
Reformierte Kirche

Die reformierte Kirche war einst dem heiligen Mauritius geweiht und wurde erstmals 1254 erwähnt. Das Mauerwerk des Kirchenschiffs ist im romanischen und gotischen Stil. Den Kirchturm ersetzte man nach 1488 durch einen Neubau, der Chor entstand 1521. Die in den Jahren 1963 bis 1971 erbaute Terrassensiedlung Mühlehalde galt während ihrer Entstehungszeit als viel beachtetes Projekt neuer Wohnformen.

## Wappen und Fahne
Die Blasonierung des ehemaligen Gemeinde- und heutigen Stadtteilwappens lautet: «Geteilt von Rot mit wachsendem gelbem Löwen und von Gelb mit gestieltem rotem Kleeblatt.» Die früheste bekannte Darstellung stammt von 1788 auf einer Steintafel, die an der ehemaligen Zehntenscheune angebracht war. 1947 ordnete der Gemeinderat eine grafische Überarbeitung der Darstellung an.

## Bevölkerung
Die Einwohnerzahlen entwickelten sich wie folgt:
| Jahr      | 1764 | 1831 | 1900 | 1930 | 1950 | 1960 | 1970 | 1980 | 1990 | 2000 |
| Einwohner | 143  | 218  | 234  | 434  | 467  | 648  | 868  | 886  | 849  | 999  |

Am 31. Dezember 2008 lebten 1074 Menschen in Umiken, der Ausländeranteil betrug 16,7 %. Bei der Volkszählung 2000 bezeichneten sich 51,6 % als reformiert und 28,6 % als römisch-katholisch; 19,8 % waren konfessionslos oder gehörten anderen Glaubensrichtungen an. 94,3 % gaben Deutsch als ihre Hauptsprache an, 2,1 % Italienisch, 0,8 % Serbokroatisch und 0,7 % Französisch.

## Verkehr
Durch Umiken führt die Hauptstrasse 3 über den Bözbergpass in Richtung Basel. Das Dorf ist durch vier Postautolinien an das Netz des öffentlichen Verkehrs angebunden. Diese führen vom Bahnhof Brugg aus nach Frick, Laufenburg, Linn und Thalheim. An Wochenenden verkehrt ein Nachtbus von Brugg über Umiken, Schinznach-Bad und Veltheim nach Thalheim.